# Crostau
Crostau è una frazione della città tedesca di Schirgiswalde-Kirschau.

## Storia
Crostau costituì un comune autonomo fino al 1º gennaio 2011.